# Regio's van Togo
Togo is onderverdeeld in vijf regio's die weer zijn onderverdeeld in dertig prefecturen.
| #  | Regio    | Hoofdstad | Opp. (km²) | Inw. (2003) | Kaart            |
| -- | -------- | --------- | ---------- | ----------- | ---------------- |
| 1. | Centrale | Sokodé    | 13.317     | 478.000     | Regio's van Togo |
| 2. | Kara     | Kara      | 11.738     | 647.000     | Regio's van Togo |
| 3. | Maritime | Lomé      | 6100       | 2.113.000   | Regio's van Togo |
| 4. | Plateaux | Atakpamé  | 16.975     | 1.142.000   | Regio's van Togo |
| 5. | Savanes  | Dapaong   | 8470       | 590.000     | Regio's van Togo |
|    |          |           |            |             | Regio's van Togo |